# Wiktoria z Saksonii-Coburga-Saalfeld

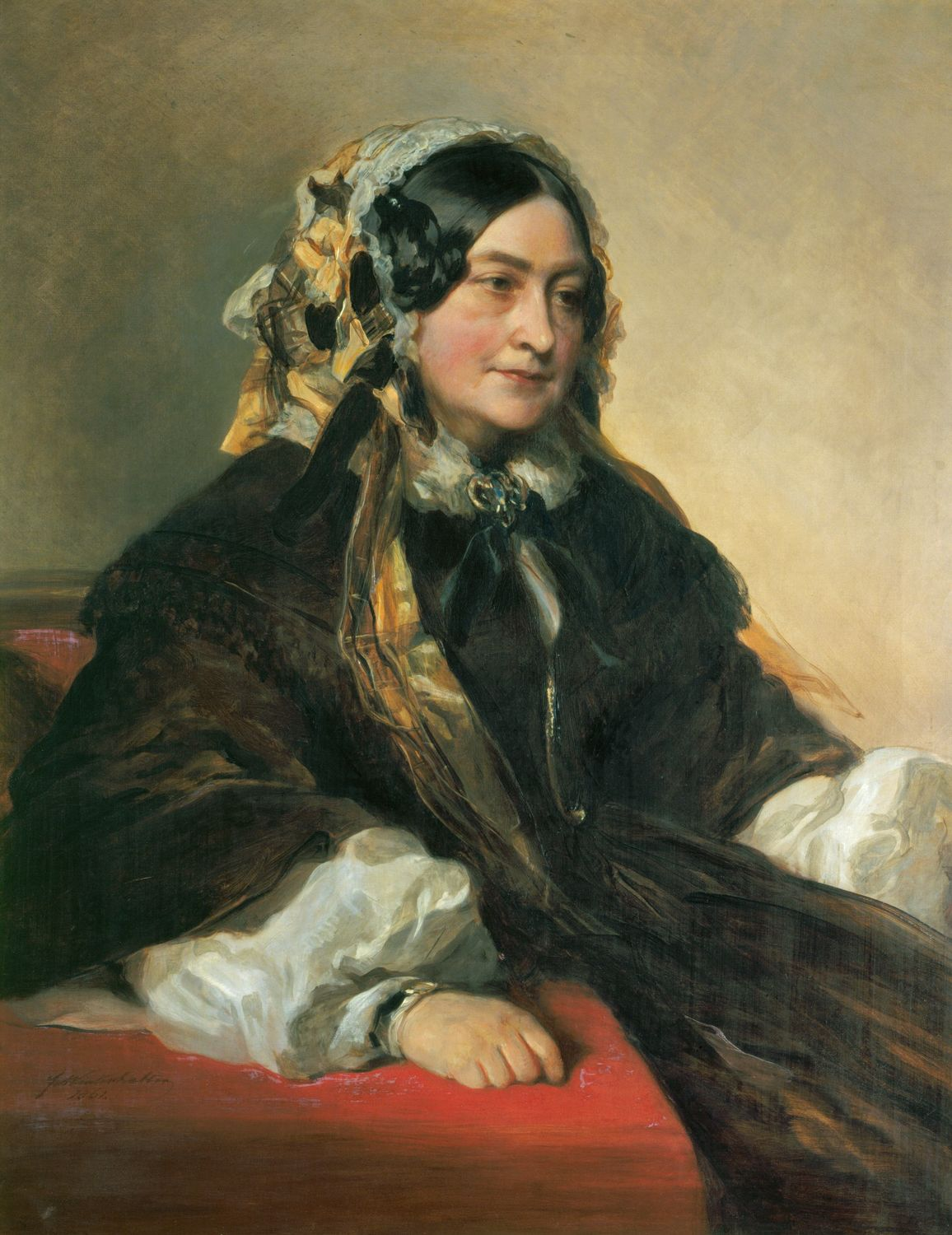
Wiktoria, księżna Kentu (F.X. Winterhalter, 1861)

Maria Luiza Wiktoria z Saksonii-Coburga-Saalfeld (ur. 17 sierpnia 1786 w Coburgu; zm. 17 marca 1861 we Frogmore House, Windsor) – księżniczka Saksonii, księżna Kentu, matka brytyjskiej królowej Wiktorii.
Wiktoria urodziła się jako czwarta z pięciu córek księcia Franciszka z Saksonii-Coburga-Saalfeld i Augusty Reuss. Jej siostrą była Julia z Saksonii-Coburga-Saalfeld – wielka księżna Rosji, a bratem – Leopold I – król Belgów.
Kiedy miała 17 lat, 21 grudnia 1803 roku w Coburgu wyszła za mąż za Emicha Karola zu Leiningen, wdowca po jej ciotce, starszego od niej o 23 lata. Mieli  dwoje dzieci:
- Karola Fryderyka (1804–1856)
- Annę Feodorę (1807–1872)

Pierwszy mąż Wiktorii zmarł w 1814 roku.
W wieku trzydziestu dwóch lat, 11 lipca 1818 roku w Amorbach wyszła za mąż za księcia Kentu, Edwarda Augusta Hanowerskiego i przeniosła się do Anglii. Z tego związku urodziła się ich jedna córka:
- Aleksandryna Wiktoria (1819–1901)

Mąż Wiktorii zmarł niespodziewanie w styczniu 1820, zaledwie kilka dni przed swoim ojcem – królem Jerzym III. Wiktoria zmarła w wieku 74 lat i została pochowana w rodzinnym mauzoleum we Frogmore.